# Загальнонаціональне телебачення
Загальнонаціона́льне телеба́чення (біл. Агульнанацыянальнае тэлебачаньне, рос. Общенациональное телевидение) — білоруський телеканал. Почав повноцінне мовлення 25 червня 2002 року. Телеканал поширює пропаганду в Білорусі.

## Історія
ЗАТ «Другий національний телеканал» створено відповідно до Указу Президента Республіки Білорусь від 15 лютого 2002 року.
ОНТ зареєстровано рішенням Мінського міськвиконкому від 19 березня 2002 року.
Телеканал транслює програми власного виробництва та рейтингові програми російського «Першого каналу».
21 березня 2016 року ОНТ першим осеред загальнодоступних каналів ТБ Білорусі перейшов на формат мовлення 16:9.
10 грудня 2017 року о 20:00 ОНТ змінив оформлення та логотип.
В знак протесту проти цензури та пропаганди на тлі насильницького придушення протестів силовими структурами режиму Лукашенка влітку і восени 2020 року з телеканалу звільнилося близько чверті співробітників: не менше 80 з 300. Згідно з свідченнями, за це глава «ОНТ» Марат Марков погрожував їм кримінальними справами та насильницькими зникненнями.

## Пропаганда
3 червня 2021 року на телеканалі вийшла передача за участю Романа Протасевича та Марата Маркова, позначена як інтерв'ю Протасевича. Передача викликала масову критику і була розцінена багатьма як елемент тортур політичного ув'язненого. 21 червня 2021 року Марков був внесений до списку санкцій Великої Британії.

## Засновники
Засновниками акціонерного товариства є: Міністерство інформації — 51 %, ВАТ «Ощадний банк» Беларусбанк — 29 % і ТОВ «Фабрика інформаційних технологій» — 20 % акцій.

## Логотип
Нинішній логотип телеканалу тритій за рахунком.
- З 25 червня 2002 по 31 травня 2011 рік а логотип був напівпрозорим і являв собою овал, усередині якого перебувала буква «Н». Під час ретрансляції програм «Першого каналу» над логотипом ОНТ містився логотип «Першого каналу» (сіра жирна одиничка з роздвоєним низом, логотип прозорий). Перебував у правому верхньому куті.
- З 1 червня 2011 донині через перехід Першого каналу на мовлення у форматі 16:9, логотип «поїхав» сильно вправо і він зменшений у 1,5 рази. Під ним також міститься логотип ОНТ, який також був зменшений у 1,5 рази. Під час показу програм власного виробництва логотип ОНТ повертається на своє місце. Міститься там же.
- С 10 грудня 2017 року логотип став більш округлим, всередині овалу також знаходиться літера «Н», однак відтепер поміж верхньою частиною літери «Н» та овалом помітна прозора літера «Т».

## Штат
У штаті телеканалу ОНТ працює 304 людини.
У дирекції інформаційного мовлення працює 107 осіб, програмної — 28, технічного забезпечення — 33 співробітника, виробнича — 51 фахівець. 22 людини — загальний відділ. У дирекції радіомовлення працюють 24 співробітника, спеціальних проєктів — 27 фахівців.

### Керівництво[9]
- Луцький Ігор Володимирович[be] — голова правління ЗАТ «Другий національний телеканал»

## Програми

### Транслюються на даний момент
- «Наші новини» та «Новини спорту»
- «Наш ранок»
- «Контури»
- «Мій бізнес»
- «Талант країни»
- «Недільна проповідь»
- «Удача в додачу» (Також на каналі НТВ-Білорусь)
- «СпортКлуб»
- «Наше життя»

### Колишні в трансляції
- ток-шоу «Вибір» (2003–2010 рр.).
- Вибір + (2010 р.)
- «Відкритий формат»
- «Подих планети»
- «Зворотний відлік»
- «Жди меня. Білорусь»
- «Несекретні матеріали»

## Проєкти

### Колишні в трансляції
- Я співаю-2
- Фактор сміху
- Один проти всіх
- Естрадний коктейль
- «Що? Де? Коли?» в Білорусі
- Брейн-ринг
- Академія талантів
- Гордість нації (2011 р.)
- Битва титанів 2011 (вересень — грудень 2011 р.)
- Без терміну давності (2006 р.)
- Назад в СРСР (2006–2008 рр.).
- Дві зірки (2007 р.)
- Три холостяка (2007 р.)
- Велеколєпна п’ятірка (2007–2010 рр.).
- Comedy club (2007–2008 рр.).
- Придане для нареченої (2008 р.)
- Срібний грамофон (2008 р.)
- Битва міст (2008 р.)
- Наші пісні (2007–2008 рр.).
- Нові голоси Білорусі (2009 р.)
- Пісні моєї країни (2009 р.)
- Міста-Герої (2010 р.)
- Музичний суд (2010 р.)
- Кінометри війни (2010 р.)
- Документальний детектив (2010 р.)
- Пісні перемоги (2010 р.)
- Обмін дружинами (2011 р.)
- Кухня (2010–2011 рр.).
- Зачистка (2011 р.)
- Давай одружимося! (2010–2011 рр.).

### Періодичні
- Міс Білорусь (1 раз на два роки)
- Музичні вечори в Мирському замку (кожен рік, влітку)
- Пісня року Білорусі (1 раз на рік)

Також транслюються багато передачі Першого каналу (Росія), наприклад: «Час», «Нехай говорять», «Поле чудес», «Здоров'я», «Смак», «Модний вирок», «Контрольна закупівля», «Голос», «Голос. Діти», «Вечірній Ургант», «Чоловіче / Жіноче» тощо.

## Серіали
- «Шлюб за заповітом. Повернення Сандри»
- «Тюдори»
- «Бідна Настя»
- «Слід»
- «Обручка»
- «Щасливі разом»
- «Моя дружина мене причарувала»
- «Жуків»